# Шкловський Йосип Самуїлович
Шкловський Йосип Самуїлович (18 червня (1 липня) 1916, Глухів, Глухівський повіт, Чернігівська губернія Російська імперія (нині — Україна) — 3 березня 1985, Москва, РРФСР, СРСР) — видатний український радянський астрофізик єврейського походження, член-кореспондент АН СРСР.

## Життєпис
Народився 1 липня 1916 року в Україні, в місті Глухові, у сім'ї дрібного торговця.
Про своє дитинство у Глухові Й.Шкловський згадував:
 Я ріс у традиційному єврейському середовищі в маленькому українському містечку, навчався стародавній мові предків, ходив із мамою до синагоги. А які були свята, хоч довкола — повна убогість! Чомусь згадав запахи свят. А потім була школа-семирічка, роздвоєння свідомості між єврейським домом та радянською школою. 1930 року моя сім'я поїхала з рідної України. І моє єврейське дитинство вже залишилося в незворотно далекому минулому…
Оригінальний текст (рос.)
Я рос в традиционной еврейской среде в маленьком украинском городке, учился древнему языку предков, ходил с мамой в синагогу. А какие были праздники, хоть кругом – полная нищета! Почему-то вспомнил запахи праздников. А потом была школа-семилетка, раздвоение сознания между еврейским домом и советской школой. В 1930 году моя семья уехала с родной Украины. И мое еврейское детство уже осталось в невозвратимо далеком прошлом…

У 1931 закінчив семирічну школу в Акмолінську (Казахстан).
З 1931 по 1933 працював десятником на будівництві залізниці Магнітогорськ—Караганда—Балхаш та Байкало—Амурської залізниці.
У 1933 вступив на фізико-математичний факультет Далекосхідного університету (Владивосток).
У 1935 здійснив переведення на фізичний факультет МДУ та закінчив його із відзнакою в 1938. Вступив до аспірантури Державного астрономічного інституту ім. Штернберга (ДАІШ). Після закінчення (1942) зарахований до ДАІШ старшим лаборантом.
У 1944 під керівництвом Парійського захистив кандидатську дисертацію на тему «Електронна температура в астрофізиці». Докторську дисертацію з теорії сонячної корони захистив у 1948.
Вперше в СРСР (1953—1954) прочитав курс радіоастрономії. У 1953 організував та очолив відділ радіоастрономії в ДАІШ, який швидко перетворився на відділ фактично всехвильової астрономії. Тут створив відому астрофізичну школу. Його інтерес до проблеми життя у Всесвіті, почався зі спільної з В. І. Красовським роботи, що пов'язувала катастрофічну загибель рептилій з підвищенням короткохвильового випромінювання, обумовленого вибухом найближчій наднової. Робота була оприлюднена в 1957 року в ДАІШ і викликала широкий резонанс. В 1958 році захопився гіпотезою про штучність супутників Марса. Для підтвердження гіпотези в ДАІШ було розпочато навіть спеціальний проект, який передбачав виміряти діаметр Фобоса за допомогою перших міжпланетних станцій, запущених до Марса. Величезний вплив на розвиток інтересу Шкловського до проблеми життя у Всесвіті здійснив початок космічних досліджень і публікація в 1959 у журналі «Nature» статті Дж. Кокконі і Ф. Моррісона щодо пошуку штучних сигналів з космосу.
У 1962 році видав свою найвідомішу книгу «Всесвіт, життя, розум», яка мала значний вплив на найширші кола читачів у СРСР та за кордоном.
У 1969 створив відділ астрофізики у новоутвореному Інституті космічних досліджень, який і очолював до останніх днів життя, одночасно керуючи (на громадських засадах) і відділом радіоастрономії ДАІШ.

## Наукова діяльність
Сфера інтересів Шкловського у астрофізиці була надзичайно широкою. Перші праці були присвячені радіовипромінюванню Сонця. Надалі Шкловський заклав основи радіоспектроскопії Галактики — він розрахував ймовірності переходів, що утворюють радіолінію водню (21 см), і довів можливість її виявлення (1948). Розрахував частоту та інтенсивність ліній гідроксилу (ОН, 18 см), лінії СН (9,46 см) та низки інших (1948—1953 роки). Великим є його внесок у обґрунтування теорії синхротронного випромінювання. Зокрема, цю теорію було використано для пояснення єдиного механізму випромінювання Крабоподібної туманності (від оптичного до радіодіапазону) та для оцінки енергії залишків наднових (1953). Після запусків перших штучних супутників Землі (ШСЗ) Шкловський очолив спостереження за ними. В 1970-ті роки вивчав питання рентгенівської, а пізніше — гамма-астрономії. Ним виконано низку робіт у галузі космології. Широко відомими стали його роботи з аналізом проблем життя та розуму у Всесвіті.

## Відзнаки
- член Лондонського королівського астрономічного товариства
- член Американської академії наук та мистецтв
- член Національної академії наук США
- Почесний член Королівського Астрономічного товариства Канади
- почесний доктор Паризької обсерваторії
- Золота медаль Кетрін Брюс Тихоокеанського астрономічного товариства
- орден «Знак Пошани».

## Вшанування пам'яті
На честь Йосипа Шкловського названо одну з вулиць Глухова.

## Основні праці

### Монографії та збірники статей
- Шкловский И. С. Солнечная корона. — М.-Л.: ГИТТЛ, 1951. — 388 с.
- Шкловский И. С. Космическое радиоизлучение. — М.: Гостехиздат, 1956. — 492 с.
- Шкловский И. С. Физика солнечной короны. 2-е изд., перераб. и доп. — М.: Физматгиз, 1962. — 516 с.
- Шкловский И. С. Сверхновые звезды. — М.: «Наука», 1966. — 398 с.
- Шкловский И. С. Звезды: их рождение, жизнь и смерть. — М.: «Наука», 1975. — 367 с.

- 2-е изд. — М.: «Наука», 1977. — 383 с.
- 3-е изд., перераб. — М.: «Наука», 1984. — 384 с.

- Шкловский И. С. Сверхновые звезды и связанные с ними проблемы. 2-е изд., перераб. и доп. — М.: «Наука», 1976. — 440 с.
- Шкловский И. С. Проблемы современной астрофизики [Сб. статей]. — М.: «Наука», 1982. — 223 с.
- И. С. Шкловский и современная астрофизика. Сб. статей. Сост. Н. С. Кардашев. — М.: «Знание», 1986. — 64 с.
- Шкловский И. С. Проблемы современной астрофизики [Сб. статей]. 2-е изд., доп. — М.: «Наука», 1988. — 252 с.

### Препринтнівидання
- Шкловский И. С. О природе «вспышек» квазаров и ядер сейфертовских галактик. — М.: [Изд-во ИКИ], 1970. — 55 с.
- Шкловский И. С. О природе источников рентгеновского излучения типа ScoXP-1. — М.: [Изд-во ИКИ], 1971. — 20 с.
- Шкловский И. С. Газовые выбросы в NGC 4486 и проблема активности галактических ядер. — М.: [Изд-во ИКИ], 1971. — 25 с.
- Шкловский И. С., Шеффер Е. К. Галактические «шпуры» как возможные источники мягкого рентгеновского излучения. — М.: [Изд-во ИКИ], 1971. — 13 с.
- Шкловский И. С. О возможной уникальности разумной жизни во Вселенной. — М.: [Изд-во ИКИ], 1976. — 30 с.
- Шкловский И. С. О природе источников импульсного жесткого рентгеновского излучения. — М.: [Изд-во ИКИ], 1976. — 12 с.
- Шкловский И. С. О природе сверхновых I типа. — М.: Изд-во ИКИ, 1978. — 42 с.
- Шкловский И. С. Вторая революция в астрономии подходит к концу. — М.: Изд-во ИКИ, 1979. — 33 с.

### Науково-популярні видання
- Шкловский И. С. Радиоастрономия. Популярный очерк. — М.: Гостехиздат, 1953. — 216 с.
- Шкловский И. С. Радиоастрономия. Популярный очерк. 2-е изд., доп. — М.: Гостехиздат, 1955. — 296 с.
- Шкловский И. С. Новое в радиоастрономии. Стенограмма публичной лекции в обществе «Знание»… — М.: «Знание», 1957. — 24 с.
- Шкловский И. С. Вселенная. Жизнь. Разум. — М.: Изд-во АН СССР, 1962. — 239 с.

- 2-е изд., перераб. и доп. — М.: «Наука», 1965. — 284 с.
- 3-е изд., доп. и перераб. — М.: «Наука», 1973. — 335 с.
- 4-е изд., изм. — М.: «Наука», 1976. — 336 с.
- 5-е изд., перераб. и доп. — М.: «Наука», 1980. — 352 с.
- Под ред. Н. С. Кардашева и В. И. Мороза. 6-е изд., доп. [Архівовано 18 квітня 2008 у Wayback Machine.] — М.: «Наука», 1987. — 320 с.
- Под ред. В. Г. Сурдина, Н. С. Кардашева и Л. М. Гиндилиса. 7-е изд., доп. — М.: Журнал «Экология и жизнь», 2006. — 312 с.

- Шкловский И. С. Из истории развития радиоастрономии в СССР. — М.: «Знание», 1982. — 63 с.
- Шкловский И. С. Эшелон. Невыдуманные рассказы [Архівовано 8 липня 2009 у Wayback Machine.]. — М.: «Новости», 1991. — 222 с.
- И. Шкловский: разум, жизнь, вселенная [Архівовано 12 лютого 2008 у Wayback Machine.] [Сб. статей. Ред.-сост. Т. К. Бреус]. — М.: «Янус», 1996. — 432 с.

### Редакторська і перекладна робота
- Физические процессы в газовых туманностях (сборник работ). Пер. с англ. И. С. Шкловского. Под ред. В. Г. Фесенкова. — М.: Гос. изд-во иностр. лит-ры, 1948. — 204 с.
- Атмосферы Земли и планет. Сборник статей. Под ред. Д. П. Койпера. Пер. с англ. Под ред. и с предисл. И. С. Шкловского. — М.: Изд-во иностр. лит-ры, 1951. — 408 с.
- Пози Дж. Л., Брейсуэлл Р. Н. Радиоастрономия. Пер. с англ. Под ред. И. С. Шкловского. — М.: Изд-во иностр. лит-ры, 1958. — 414 с.
- Эллисон М. А. Солнце и его влияние на Землю. Введение в исследование проблемы Земля-Солнце. Пер. с англ. Под ред. И. С. Шкловского. — М.: Физматгиз, 1959. — 216 с.